# Estrella (cine)

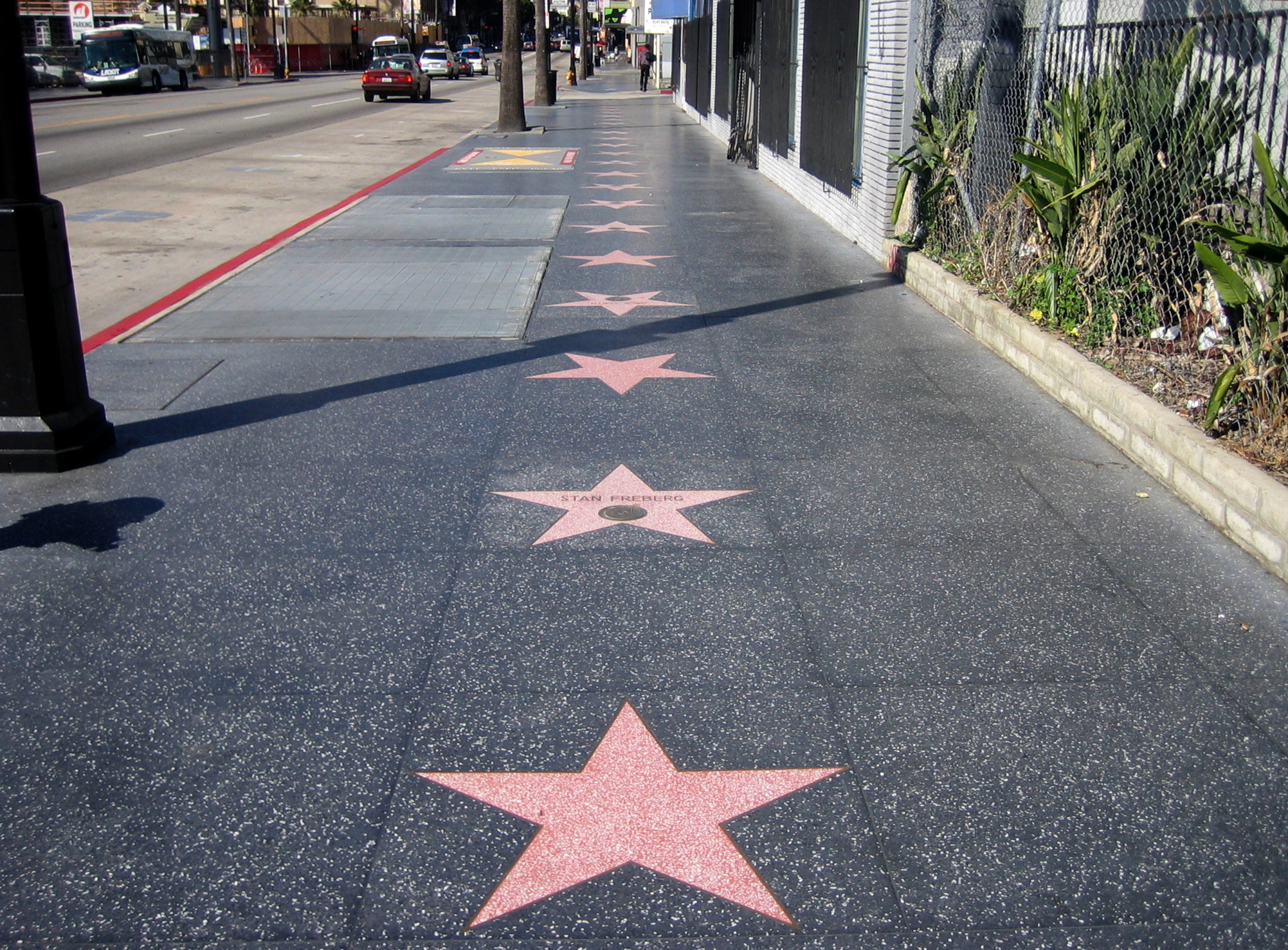
Paseo de la fama en Hollywood, California, Estados Unidos

Una estrella es, en el cine, el actor/actriz que es famoso por su belleza física. También se encuentran los actores que a pesar de no ser guapos son famosos como los comediantes, famosos por ser graciosos, el actor que es famoso por ser gracioso es más conocido como estrella de la comedia.
El origen del término «estrella de cine» es un tanto dudoso, nos referimos a un actor como una estrella porque las estrellas simplemente son bellas, brillan, están en lo más alto y parecen tener una incandescencia propia.
Hoy en día también se asocia con las estrellas que figuran en el pavimento en una calle de Hollywood (Hollywood Boulevard). Este es el llamado Paseo de la fama, iniciado en 1960, donde mediante una estrella en el piso (suelo) se recuerda a más de 2000 actores, directores, cantantes, etc. Hay incluso recordatorios (también hay huellas sobre el cemento del suelo), de personajes de dibujos animados y, últimamente, se están recogiendo firmas para que puedan estar los héroes de los videojuegos.